# Чрний Поток-при-Великих Лащах
Чрний Поток-при-Великих Лащах (словен. Črni Potok pri Velikih Laščah) — поселення в общині Рибниця, регіон Південно-Східна Словенія, Словенія.